# Raúl Durán Reveles
Raúl Durán Reveles (Ciudad de México, Distrito Federal, 28 de junio de 1958 - 19 de diciembre de 1996). Fue un arquitecto y político mexicano, miembro del Partido Acción Nacional, fue durante tres meses de 1996 Senador por Quintana Roo.

## Biografía
Raúl Durán Reveles fue arquitecto egresado de la Universidad Autónoma Metropolitana, trasladó su residencia al estado de Quintana Roo en 1989 para ejercer su profesión, miembro del PAN desde 1985, destacó en la organización del partido en Quintana Roo.

## Trayectoria
Fue postulado y electo Senador suplente de primera minoría por el estado en 1994 para el periodo que concluía en 2000, el 1 de octubre de 1996 asumió la senaduría ante el fallecimiento del senador propietario, Enrique Hernández Quinto; sin embargo, apenas tres meses después, el 19 de diciembre de 1996 él también falleció. Ante esto la tercera senaduría del estado de Quintana Roo permaneció vacante desde 1996 hasta 2000.

## Hermano
Su hermano, José Luis Durán Reveles, también ha destacado en la actividad política, siendo dos veces alcalde de Naucalpan, Estado de México, candidato a Gobernador del Estado de México y Subsecretario de Gobernación.